# Dschibutische Fußballnationalmannschaft der Frauen
Die dschibutische Fußballnationalmannschaft der Frauen ist eine Auswahlmannschaft der Fédération Djiboutienne de Football, die den ostafrikanischen Staat Dschibuti seit 2004 auf internationaler Ebene bei Länderspielen im Frauenfußball vertritt.

## Geschichte
Nachdem der vorgesehene Gegner Lesotho in der Ausscheidungsrunde der Qualifikation zur Afrikameisterschaft 2006 vom Wettbewerb zurückgezogen hatte, debütierte die Nationalmannschaft im Rahmen der ersten Qualifikationsrunde am 25. März 2006 im Nyayo National Stadium (Nairobi) gegen Kenia und verlor dabei mit 0:7. In den folgenden Jahren ruhte der Spielbetrieb der als Gazelles (Gazellen) bezeichneten Mannschaft. Ihre nächste Partie absolvierte die Nationalauswahl erst am 30. Juli 2019 im Stade Cheikha Ould Boïdiya (Nouakchott) beim Freundschaftsspiel gegen Mauretanien, die gleichzeitig ihr Länderspieldebüt feierten. Dschibuti konnte das Spiel nach Treffern von Lerman Abdi Warsama, Mazeir Fouad Abdallah und Neima Abdillahi Said mit 3:1 für sich entscheiden und erreichte damit den ersten Sieg in der jungen Geschichte des Teams. Im November 2019 nahm das Auswahlteam zum ersten Mal am CECAFA Women’s Challenge Cup teil, musste sich allerdings in sämtlichen Gruppenspielen im Azam Complex Stadium (Daressalam) gegen Uganda (0:13), Kenia (0:12) und Äthiopien (0:8) ohne eigenen Torerfolg geschlagen geben und schied aus dem Wettbewerb aus. Weil Gegner Ruanda den Rückzug aus der Qualifikation zur Afrikameisterschaft 2022 erklärte, qualifizierte sich Dschibuti automatisch für die zweite Qualifikationsrunde. Dort unterlag die Mannschaft im Februar 2022 dem Nationalteam aus Burundi mit 1:6 und 0:5; Dschibuti konnte sich damit nicht für die Afrikameisterschaft qualifizieren.
Die geplante Ausrichtung des CECAFA Women’s Challenge Cup 2021 im Stade National El Hadj Hassan Gouled Aptidon in der Hauptstadt Dschibuti wurde seitens der Fédération Djiboutienne de Football wegen Bauarbeiten am Stadion wenige Wochen vor Turnierbeginn zurückgezogen.

## Turniere

### Olympische Spiele
- 1996 bis 2024: nicht teilgenommen

### Weltmeisterschaften
- 1991 bis 2003: nicht teilgenommen
- 2007: nicht qualifiziert
- 2011 bis 2019: nicht teilgenommen
- 2023: nicht qualifiziert
- 2027: nicht qualifiziert

### Afrikameisterschaften
- 1991 bis 2004: nicht teilgenommen
- 2006: nicht qualifiziert
- 2008 bis 2018: nicht teilgenommen
- 2022: nicht qualifiziert
- 2025: nicht qualifiziert
- 2026: nicht qualifiziert

### Ostafrikameisterschaften
- 1986 bis 2018: nicht teilgenommen
- 2019: Vorrunde